# Traminda variegata
Traminda variegata là một loài bướm đêm trong họ Geometridae.